# Hội nghị Bình Than
Hội nghị Bình Than là một hội nghị quân sự do vua Trần Nhân Tông triệu tập vào tháng 10 năm 1282 để bàn phương hướng kháng chiến khi quân Mông Nguyên sang xâm lược Đại Việt lần thứ hai.
Mùa đông, tháng 10, vua ngự ra Bình Than đóng ở vũng Trần Xá (Nay là thôn Trần Xá, xã Nam Hưng, huyện Nam Sách, tỉnh Hải Dương) họp vương hầu và trăm quan, bàn kế sách công thủ và chia nhau đóng giữ những nơi hiểm yếu.
Đây là hội nghị của những người nắm giữ trọng trách lãnh đạo sự nghiệp giữ nước và chỉ bàn hai vấn đề thiết yếu nhất: đó là xác định phương hướng chiến lược chống xâm lăng và tổ chức bộ máy chỉ huy chống xâm lăng. Ở hội nghị Bình Than, vua Trần Nhân Tông và Thượng hoàng Trần Thánh Tông đã quyết định trao quyền Tổng chỉ huy quân đội cho Trần Quốc Tuấn; Nhân Huệ vương Trần Khánh Dư làm Phó đô tướng quân.
Trần Khánh Dư tuy trước đó có công, nhưng vì thông dâm với công chúa Thiên Thuỵ, vợ của Hưng Vũ vương Trần Quốc Nghiễn, con trai Trần Quốc Tuấn, nên bị đoạt hết quan tước, tịch thu tài sản. Trần Khánh Dư về ở Chí Linh làm nghề bán than. Lúc vua Trần tới bến Bình Than, Khánh Dư đội nón lá, mặc áo ngắn ở trên một chiếc thuyền lớn chở than củi. Vua Trần thấy vậy cho mời vào.
Chính tại hội nghị này, Trần Quốc Toản vì quá trẻ tuổi nên không được dự đã bóp nát quả cam đang cầm trong tay rồi về tập trung hơn một nghìn gia nô và thân thuộc tham gia kháng chiến.

## Địa danh Bình Than
Theo trang 105 trong Đồng Khánh địa dư chí, phần chép về tỉnh Hải Dương thì Bình Than là nơi cùng hội tụ của bốn con sông (Triêm Đức/Thiên Đức, Nguyệt Đức, Nhật Đức và sông Minh Đức ở huyện Phượng Nhãn) để rồi chia thành hai con sông khác là Hàm Giang và sông Thủ Chân. Như thế Bình Than là khu vực xung quanh cửa Đại Than (nơi bắt đầu của sông Thái Bình và sông Kinh Thầy) và vùng đất ven cửa Đại Than (ngày nay thuộc về các huyện như Chí Linh (xã Nhân Huệ), Nam Sách (các xã Hiệp Cát, Nam Hưng), Gia Bình (xã Cao Đức), Lương Tài (các xã Trung Kênh, An Thịnh) đều có khả năng là nơi diễn ra hội nghị Bình Than.
Theo chú thích số 821 và 822 của Đại Việt Sử ký Toàn thư thì Bình Than là đoạn sông Lục Đầu chảy qua huyện Chí Linh, tỉnh Hải Hưng ngày nay (nay là Hải Dương), và vũng Trần Xá (Trần Xá loan) có lẽ là chỗ hợp lưu hai con sông Thái Bình và Kinh Thầy. Chỗ này về sau vẫn còn xã Trần Xá. Khâm định Việt sử Thông giám Cương mục cũng ghi chú trong phần lời chua rằng Bình Than là tên bến đò ở địa phận xã Trần Xá, huyện Chí Linh; và Chí Linh là đất Bàng Châu xưa, một tên nữa là Bàng Hà (điều này thì có lẽ không chuẩn, do Bàng Hà là tên cũ của vùng đất ngày nay là 2 huyện Thanh Hà và Tiên Lãng); thời thuộc Minh đổi là huyện 
Chí Linh; nhà Lê cũng theo tên ấy; nay thuộc tỉnh Hải Dương. Ngày nay tại khu vực ven sông Kinh Thầy này vẫn còn làng Trần Xá thuộc xã Nam Hưng, huyện Nam Sách, tỉnh Hải Dương ở tọa độ khoảng 21°4′7″B 106°19′38″Đ / 21,06861°B 106,32722°Đ, tương đương với xã Trần Xá, tổng Cao Đôi, huyện Chí Linh được chép tại trang 106 trong Đồng Khánh địa dư chí.
Bên cạnh đó còn có xã Đại Than thuộc tổng Vạn Tư (thời Nguyễn, xem Đồng Khánh địa dư chí, phần tỉnh Bắc Ninh), một địa danh nay thuộc xã Cao Đức (ở tọa độ khoảng 21°5′21″B 106°17′5″Đ / 21,08917°B 106,28472°Đ), huyện Gia Bình, tỉnh Bắc Ninh, bên bờ nam sông Đuống nơi đổ vào Lục Đầu Giang. Vào khoảng năm 1992 đã một cuộc Hội thảo khoa học về Hội nghị Bình Than tổ chức tại Bắc Ninh, cho rằng Hội nghị Bình Than đã diễn ra tại địa danh nằm trong tỉnh Bắc Ninh. Tuy nhiên, hội nghị này không đạt kết quả do địa danh thuộc tỉnh Bắc Ninh không phù hợp với ghi chép của Đại Việt sử ký toàn thư cũng như của sách địa dư chí (trong cả hai huyện Gia Bình và Lương Tài thời Nguyễn đều không có xã Trần Xá). Song dù vậy, sách Đại cương lịch sử Việt Nam, tập 1, trang 224, xuất bản năm 1997 vẫn viết:
"Bình Than là bến sông lớn trên cửa sông Đuống đổ vào sông Lục Đầu (nay thuộc xã Đại Than, Gia Lương, Bắc Ninh) gần thái ấp Vạn Kiếp của Trần Hưng Đạo, là địa điểm quân sự hiểm yếu".
Tuy nhiên, cần phải lưu ý rằng tháng 2 năm 1242 nhà Trần chia cả nước ra thành 12 lộ. Sử cũ không chép rõ, nhưng căn cứ những tài liệu ghi chép từ trước, thì thấy các lộ như sau: Thiên Trường, Long Hưng, Quốc Oai, Bắc Giang, Hải Đông, Trường Yên, Kiến Xương, Hồng, Khoái, Thanh Hóa, Hoàng Giang, Diễn Châu. Vùng đất ngày nay là hai huyện Gia Bình và Lương Tài thì thời Trần thuộc về huyện Yên Định, lộ Bắc Giang, tới thời Minh là huyện An Định thuộc châu Gia Lâm; trong khi hai huyện Chí Linh và Nam Sách (thời Trần đều thuộc Bàng Châu trong lộ Hải Đông, trong quyển 1 sách An Nam chí lược của Lê Tắc chép là Nam Sách Giang lộ), cho nên có thể thấy kiến giải về hội nghị Bình Than gần vũng Trần Xá là địa điểm thuộc Bắc Ninh có vẻ khiên cưỡng, không phù hợp với các kiến giải của 2 bộ cổ sử.
Cho đến thời điểm hiện tại (năm 2011), các di tích lịch sử xuất xứ, gắn bó với nhà Trần đã được hoàn chỉnh, chỉ duy nhất có Hội nghị Bình Than vẫn còn bỏ ngỏ. Chính vì sự chậm trễ này nên sách giáo khoa lớp 7 về môn lịch sử và Đại cương lịch sử Việt Nam có lẽ đã biên soạn không đúng về địa danh đã được chỉ rõ trong Đại Việt Sử ký Toàn thư và Khâm định Việt sử Thông giám Cương mục.